# مارتن فوكس
مارتن فوكس هو لاعب فروسية استعراضية ‏ سويسري، ولد في 13 يوليو 1992 في إيلناو-إيفريتيكون في سويسرا.

## وصلات خارجية
- مارتن فوكس على موقع الاتحاد الدولي للفروسية (الإنجليزية)
- مارتن فوكس على موقع FEI (رابط بديل) (الإنجليزية)
- مارتن فوكس على موقع اللجنة الأولمبية الدولية (الإنجليزية)
- مارتن فوكس على موقع أوليمبيديا (الإنجليزية)